# Otevřené vzdělávání
Otevřené vzdělávání (anglicky Open education) představuje kolektivní termín, pod který lze začlenit různé postupy a činnosti týkající se jak otevřenosti, tak i vzdělávání. Tato otevřenost se projevuje zejména za využití informačních a komunikačních technologií, zejm. internetu, a tkví v odstranění veškerých překážek, na které může jedinec při svém vzdělávání narazit. Smyslem je také tzv. otevřený přístup (anglicky Open access), který s termínem otevřené vzdělávání úzce souvisí, neboť právě díky otevřenému přístupu lze odstranit ony překážky ve vzdělávání.
Jde o zpřístupnění maximální části znalostí a informací využitelných pro vzdělávání a to komukoliv. Smyslem by měl být volný přístup ke znalostem a informacím pro kohokoliv s možností použití, upravení a sdílení těchto informací za předpokladu zachování vlastnictví a otevřenosti informace.

## Cíl otevřeného vzdělávání
Cílem otevřeného přístupu ve vzdělávání je integrace formálního a neformálního vzdělávání, které se určitým způsobem váže na školní prostředí. Jde o vytvoření takového vzdělávacího prostředí, které nebude pouze vázané právě na ono školní prostředí. Z toho důvodu se mluví o integraci vzdělávání formálního (v rámci školského vzdělávacího systému) a neformálního (tj. vzdělávání probíhající mimo formální školský vzdělávací systém). Mimo to je záměrem otevřeného vzdělávání také vytváření co nejkvalitnějšího vzdělávání prostřednictvím sdílení. To znamená, že různí aktéři vzdělávání mohou využívat, dále modifikovat, sdílet s ostatními a sami pracovat s otevřenými vzdělávacími zdroji tak, aby celé vzdělávání bylo co možná nejkvalitnější. Základní hodnota otevřenosti dále tkví v rozšíření přístupu k informacím a znalostem, což je klíčovým faktorem formálního a neformálního vzdělávání. V důsledku toho je to jeden z hlavních cílů otevřeného vzdělávání.

## Dimenze otevřeného vzdělávání
Rámec Otevřeného vzdělávání (Opening Up Education, 2016) identifikuje 10 dimenzí otevřeného vzdělávání, což bylo výsledkem projektu OpenEdu konající se v roce 2015 v Berlíně. Tento rámec byl vydaný v roce 2016 Evropskou unií. Termín dimenze zde označuje aspekty či rysy otevřeného vzdělávání. V tomto případě se otevřené vzdělávání skládá z různých způsobů, jakými je praktikováno ve vzdělávacích institucích. 10 dimenzí otevřeného vzdělávání se skládá z různých postupů zaměřených na danou oblast, které se vzájemně ovlivňují a společně utvářejí praktiky otevřeného vzdělávání.
Těchto 10 dimenzí je rozděleno na tzv. základní a průřezové. Základních dimenzí je 6 a představují aspekty otevřeného vzdělávání nejčastěji vyskytujících se v praxi. Jsou to oblasti otevřeného vzdělávání v různých institucionálních kontextech, kde se otevřené vzdělávání praktikuje. Průřezové dimenze jsou 4 a představují jakési pilíře pro realizaci základních dimenzí. Neustále interagují se základními dimenzemi a také mezi sebou navzájem. Společně tak umožňují utváření otevřeného vzdělávání ve vzdělávacích institucích.

### 6 základních dimenzí (na základě Opening Up Education, 2016)[5]
1. Přístup (Access) - znamená odstranění nebo snížení ekonomických, technologických, geografických a institucionálních bariér, které brání přístupu ke znalostem.
2. Obsah (Content) - materiály pro výuku a učení a výstupy výzkumů, které jsou bezplatné a dostupné všem.
3. Vyučování (Pedagogy) - otevřenost v pedagogice se týká využívání technologií k rozšíření pedagogických přístupů a k tomu, aby škála výukových a učebních postupů byla transparentnější, sdílnější a viditelnější.
4. Uznání (Recognition) - představuje vydání osvědčení, diplomu nebo titulu, který má formální hodnotu. Jde o formálního uznání, které potvrzuje, že soubor výsledků učení, kterých jednotlivec dosáhl, byl posouzen příslušným orgánem podle předem definovaného standardu.
5. Spolupráce (Collaboration) - propojování jednotlivců a institucí, kdy mezi nimi probíhají výměny postupů a zdrojů za účelem zlepšení vzdělávání.
6. Výzkum (Research) - odstraňování bariér v přístupu k datům a výstupům výzkumu a také o rozšíření účasti na výzkumu.

### 4 průřezové dimenze (na základě Opening Up Education, 2016)[5]
1. Strategie (Strategy) - vytvoření jedinečného a cenného postoje instituce k otevřenosti, zahrnující různé soubory aktivit. Otevřenost by se měla stát zásadní složkou politiky instituce. Musí být nedílnou součástí poslání instituce a toto poslání je možné naplňovat pomocí jasně vytyčené strategie.
2. Technologie (Technology) - týká se technologických infrastruktur a softwaru, které usnadňují otevření vzdělávání v jeho různých dimenzích.
3. Kvalita (Quality) - zde je sledováno 5 konceptů kvality v rámci nabídky a příležitostí otevřeného vzdělávání dané instituce. Jedná se o tyto koncepty: účinnost, dopad, dostupnost, přesnost a excelence.
4. Vedení (Leadership) - podpora udržitelných otevřených vzdělávacích aktivit a iniciativ prostřednictvím transparentního přístupu jak shora dolů, tak zdola nahoru. Připravuje cestu k vytváření větší otevřenosti tím, že inspiruje a posiluje lidi.

Všech 10 uvedených dimenzí dohromady je vzájemně propojeno; základní dimenze nejsou důležitější než ty průřezové a naopak. Společně utvářejí pevný celek praktikování otevřeného vzdělávání v praxi. Základní dimenze představují co je náplní otevřeného vzdělávání a průřezové dimenze ukazují jak toho dosáhnout.

## Rozdíly mezi tradičním a otevřeným vzděláváním
V otevřeném vzdělávání jde o změnu v tradičních postupech ve vzdělávání, která by měla nastat v důsledku přijetí otevřeného přístupu. Tradiční vzdělávání je procesem s několika pedagogickými činnostmi, kterými např. jsou: řízená výuka či samostudium, odborné vedení, hodnocení, akreditace, pravidla na všech úrovních vzdělávání a veřejné správy, veškerá administrace studia a vzdělávání.
V rámci otevřeného vzdělávání můžeme sledovat změny oproti tradičnímu přístupu např. již u vstupních požadavků, jež jsou kladeny na uchazeče o studium. Co se týče vstupních požadavků, otevřenost se zde projevuje konkrétně ve zrušení těchto požadavků. Zrušení vstupních požadavků aplikovala Otevřená univerzita (anglicky Open University) ve Spojeném království Velké Británie a Severního Irska. Zrušení vstupních požadavků na uchazeče je tedy dobrým příkladem odstranění překážek a tedy otevřenosti ve vzdělávání. Dalším příkladem odstranění překážek ve vzdělávání je i volné zpřístupnění obsahu a dat pro další využití. Otevřenost ve vzdělávání se dokonce může projevit nejen v rámci vzdělávacích institucí, ale i v celkových kulturních změnách, které může zapříčinit posun k novým výukovým metodám a postupům. Ty pak z tradiční role učitele dělají roli rádce vůči studentovi.

## Výhody otevřeného vzdělávání
Obecnou výhodu lze vypozorovat již z samotné definice otevřeného vzdělávání. Jelikož v rámci otevřeného vzdělávání jsou vzdělávací materiály volně a legálně dostupné na internetu, aby je mohl kdokoli najít a použít, mají tyto digitální materiály potenciál poskytnout lidem na celém světě rovný přístup ke kolektivním znalostem. Mají potenciál poskytnout mnoho lidem na celém světě přístup ke kvalitnímu vzdělání tím, že zpřístupní přednášky, knihy a osnovy na internetu za nízké nebo žádné náklady. Již zde jsou tedy jasně pozorovatelné výhody.
Dále výhoda otevřeného vzdělávání obecně spočívá v Otevřených vzdělávacích zdrojích (anglicky Open Educational Resources). Jedná se o vzdělávací zdroje či materiály volně přístupné všem a to zejména online. Tyto volně přístupné zdroje pak přinášejí potencionální přínosy otevřeného vzdělávání, jako např.: zlepšení výkonnosti a spokojenosti studentů, rozšíření účasti na vzdělávání, zlepšení výsledků rizikových studentů, kritická reflexe pedagogů se zlepšení jejich praxe, finanční výhoda pro studenty i vzdělávací instituce apod.
Nutno také dodat, že výhodou tohoto vzdělávání jistě je i fakt, že je přístupné i jedincům, kteří dříve neměli žádné možnosti se vzdělávat, neměli tedy žádný přístup ke vzdělávacím materiálům a zdrojům. Tak vzniká příležitost pro zájemce o vzdělávání vzdělávat se, aniž by museli docházet do formální vzdělávací instituce.

## Aliance pro otevřené vzdělávání
Na základě iniciační schůzky podporovatelů otevřeného vzdělávání, která se uskutečnila dne 9. června 2015, a též v předchozím roce uskutečněného pilotního setkávání s organizacemi, které se zabývají otevřeným vzděláváním, vznikla Aliance pro otevřené vzdělávání. Aliance OV představuje otevřenou platformu, která si klade za cíl aktivně téma otevřeného vzdělávání reflektovat a medializovat. Jedná se o nejvýznamnější podporu otevřeného vzdělávání, která se v České republice prosazuje.
Aliance OV se řídí Chartou otevřeného vzdělávání, která byla předložena společně se vznikem aliance. Charta byla vytvořena a podepsána členy Aliance OV, jimiž např. jsou: EDUin, Česká televize, Národní technická knihovna, Scio a mnoho dalších vzdělávacích institucích. V této chartě jsou představeny základní směřování a témata Aliance OV, jimiž např. jsou:
- V první řadě jde zejména o podporu otevřeného vzdělávání jako jednoho z nástrojů, který umožní těsnější propojování formálního a neformálního vzdělávání.[11] Aliance OV chápe otevřené vzdělávání jako nástroj celoživotního učení, a tak si klade za cíl snižovat nerovnosti v přístupu ke vzdělávacím zdrojům a to ve formálním i neformálním vzdělávání.[10]
- Dále je v Chartě OV bod zohledňující propagaci využívání, vytváření a sdílení problémů a jejich řešení, postupů, metodik, znalostí a vzdělávacích materiálů mezi vzdělavateli a také vzdělávanými.[10] Tímto se Aliance OV pokládá za aktivního člena v diskusích o tom, jakým způsobem je možné otevřené vzdělávání v českém školním prostředím rozvíjet. Aliance OV by měla pomáhat v překonávání problémů a hledání postupů při řešení různých problematických situací.[11]

- Aliance OV pokládá pro otevřené vzdělávání za klíčové prosazování zásad universal designu, tedy prosazování podmínky, aby všechny učební materiály, které byly vytvořeny s přispěním veřejným zdrojů respektovaly tzv. "design pro všechny" (např. adaptace pro nevidomé).[10]

Aliance OV vedle představení svého směřování, hlavních cílů a témat ve své chartě také uvádí, kam ČR směřuje v rámci otevřeného vzdělávání, kdy zmiňuje, že otevřené vzdělávání je v současnosti jedním z hlavních témat v tuzemsku. Podpora otevřeného vzdělávání byla do roku 2020 zahrnuta ve Strategii digitálního vzdělávání, která byla schválena v listopadu 2014 vládou. V aktuální Strategii vzdělávací politiky do roku 2030+ je určitá část strategických cílů ze Strategie digitálního vzdělávání přenesena a stejně jako Strategie digitálního vzdělávání se i Strategie vzdělávací politiky významně dotýká podpory otevřeného vzdělávání.

## Mezinárodní iniciativy v rámci otevřeného vzdělávání
V rámci podpory otevřeného vzdělávání působí iniciativy nejen v tuzemsku, ale i globálně. Příkladem může být Open Education Global (OEG). Jedná se o je globální neziskovou organizaci podporující rozvoj a využívání otevřeného vzdělávání po celém světě.
OEG pořádá každoročně oslavu s názvem Open Education Week (OE Week), která je příležitostí k aktivnímu sdílení a poznávání nejnovějších úspěchů v otevřeném vzdělávání po celém světě. OE Week byl prvně zahájen v roce 2012 organizací OEG jako otevřené fórum založené na spolupráci. Každý rok OE Week zvyšuje povědomí a zdůrazňuje inovativní úspěchy otevřeného vzdělávání po celém světě. Dále také poskytuje pedagogům a studentům příležitost vybudovat si větší porozumění, co se týče otevřených vzdělávacích praktik a globálně se inspirovat.
Vedle tohoto otevřené vzdělávání také četně podporuje Organizace OSN pro vzdělání, vědu a kulturu (UNESCO) a to zejména co se týče otevřených vzdělávacích zdrojů. UNESCO je jedinou organizací OSN se specializovaným programem, týkající se otevřených vzdělávacích zdrojů, s názvem UNESCO OER. V listopadu 2019 přijala 40. generální konference UNESCO doporučení UNESCO OER, které je jediným mezinárodním rámcem pro stanovování norem v oblasti otevřených vzdělávacích zdrojů na celém světě. Od roku 2002 UNESCO vyvinulo rozsáhlé projekty s dopadem jak globálním, tak i národním, regionálním a institucionálním, aby poskytovalo odbornou technickou pomoc členským státům při prosazování a budování kapacit a politické podpoře otevřených vzdělávacích zdrojů.